# جنگ ستارگان: جنگ‌های کلون (مجموعه تلویزیونی ۲۰۰۸)
جنگ ستارگان: جنگ‌های کلون (انگلیسی: Star Wars: The Clone Wars) یک سری انیمیشن تلویزیونی با گرافیک سه‌بعدی رایانه‌ای محصول آمریکا، ایجاد شده توسط جرج لوکاس و تولید شده توسط لوکاس فیلم انیمیشن است. این سریال توسط کارتون نت‌ورک در ۳ اکتبر ۲۰۰۸ منتشر شد. داستان آن در کهکشان جنگ ستارگان و در سه سال بین پیش‌درآمد فیلم‌های جنگ ستارگان قسمت دوم: حمله کلون‌ها و جنگ ستارگان قسمت سوم: انتقام سیت قرار دارد. دیو فیلونی مسئول نظارت این مجموعه است. این سری انیمیشن شامل ۷ فصل است که از فصل یک تا پنج را شبکه کارتون نت‌ورک و فصل ششم را در سال ۲۰۱۴ شبکه نت‌فلیکس به نمایش گذاشت. پس از آن در ۱۹ ژوئیه ۲۰۱۸، لوکاس فیلم در کامیک-کان بین‌المللی سن دیگو اعلام کرد که جنگ ستارگان: جنگ‌های کلون با ۱۲ قسمت جدید برای پخش مستقیم در دیزنی پلاس پخش می‌شود.